# Kolonia Odargowo
Kolonia Odargowo (kaszb. Òdargòwò-Kòlonijô) – nieoficjalna kolonia wsi Odargowo w Polsce położona w województwie pomorskim, w powiecie puckim, w gminie Krokowa.
W latach 1975–1998 miejscowość położona była w województwie gdańskim.